# 博格諾里吉斯和利特爾漢普頓 (英國國會選區)
博格諾里吉斯和利特爾漢普頓（英語：Bognor Regis and Littlehampton），英國國會一郡選區，包括英格蘭東南部西薩塞克斯郡阿倫海岸地區。始設於1997年。
本區自創設以來的當區下議院議員為保守黨的尼克·吉布。他在2010年大選中尼克·赫伯特以51.4%選票勝出該區
三度連任成功。